# Dąbrowa Biskupia
Dąbrowa Biskupia – wieś w Polsce położona w województwie kujawsko-pomorskim, w powiecie inowrocławskim, w gminie Dąbrowa Biskupia.

## Podział administracyjny
W latach 1954–1972 wieś należała i była siedzibą władz gromady Dąbrowa Biskupia. W latach 1975–1998 miejscowość administracyjnie należała do województwa bydgoskiego. Miejscowość jest siedzibą gminy Dąbrowa Biskupia.

## Demografia
Według Narodowego Spisu Powszechnego (III 2011 r.) wieś liczyła 652 mieszkańców. Jest największą miejscowością gminy Dąbrowa Biskupia.